# Parques nacionales de Zambia

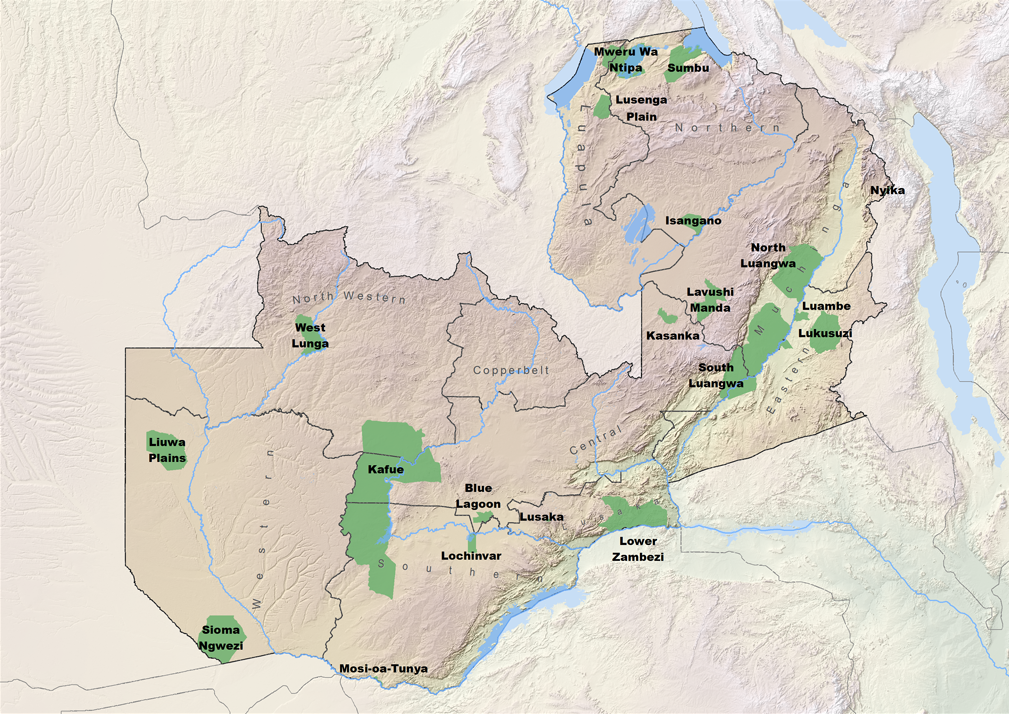
Mapa de los parques nacionales de Zambia

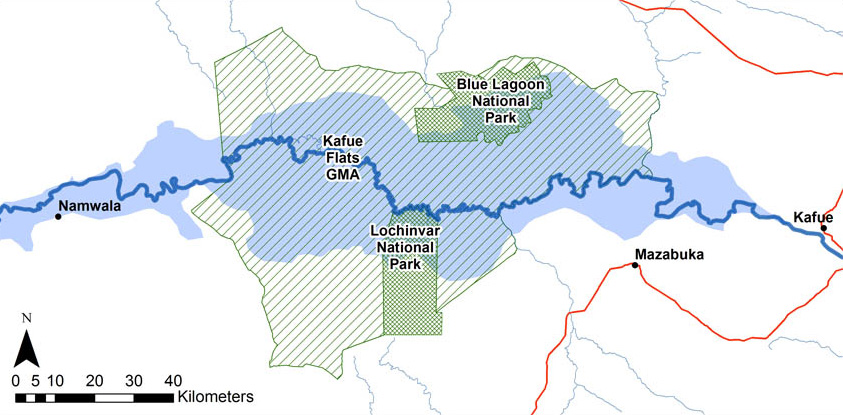
Llanos del Kafue con los parques nacionales de Blue Lagoon y Lochinvar.

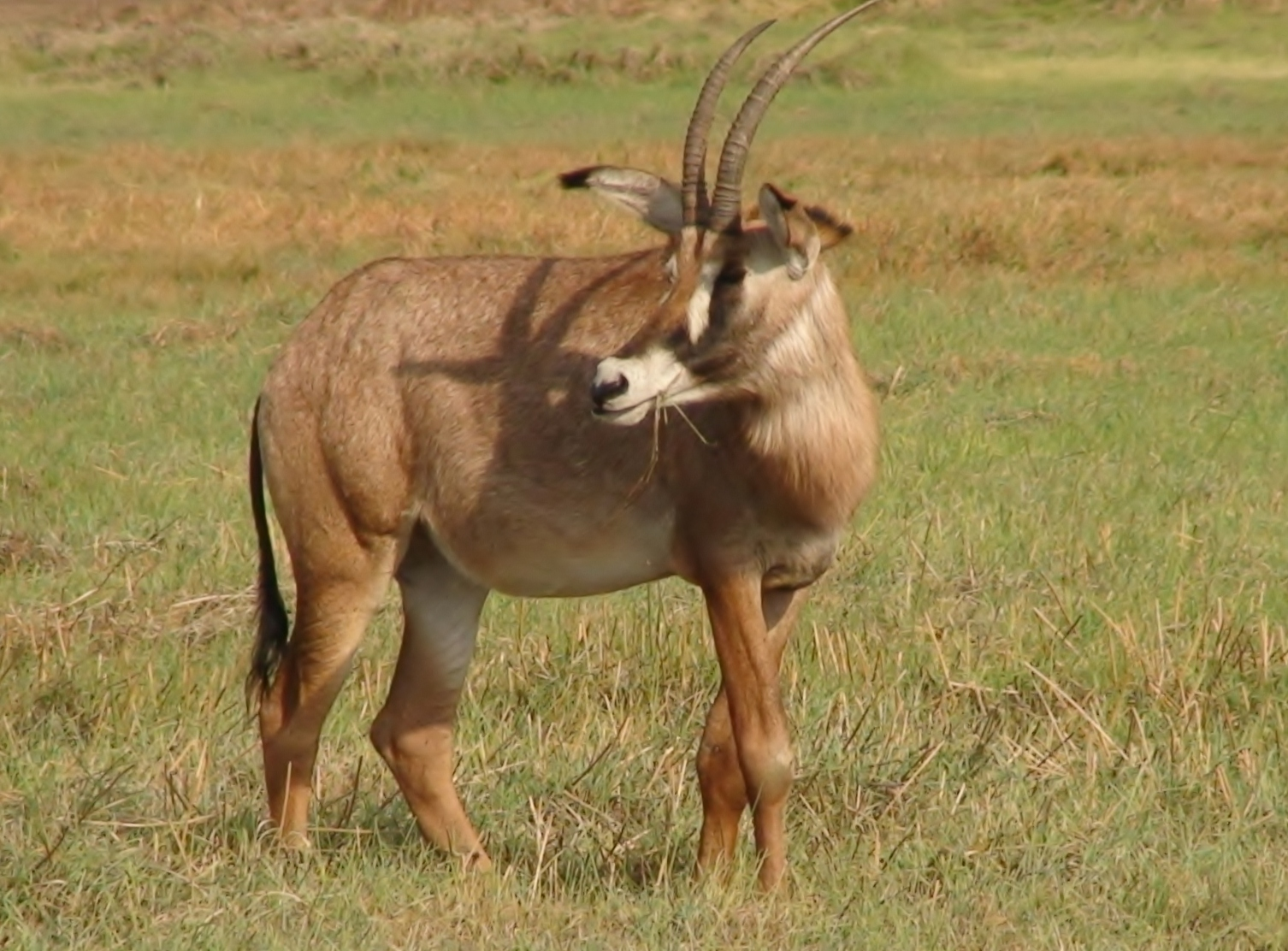
Antílope ruano en el parque nacional Kafue

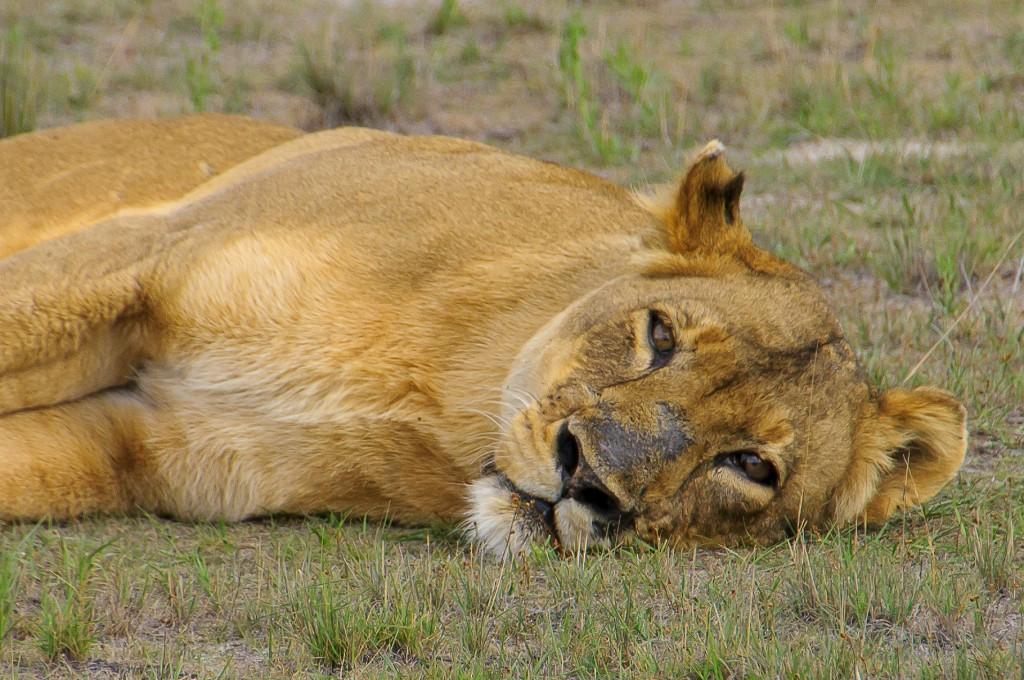
Lady Liuwa, la última leona del parque nacional Liuwa Plain

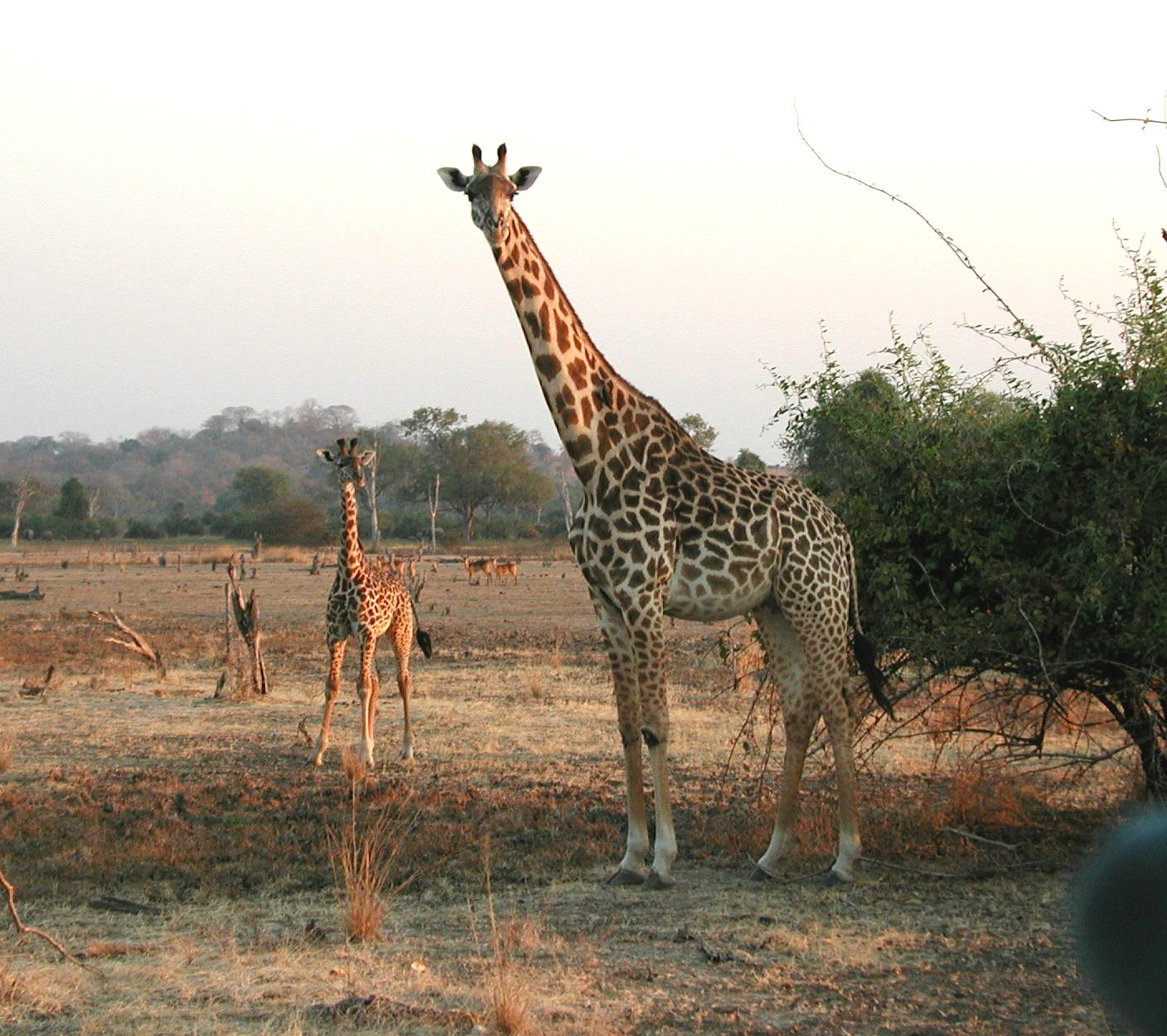
jirafas Thornicroft en el parque nacional de Luangwa Sur.

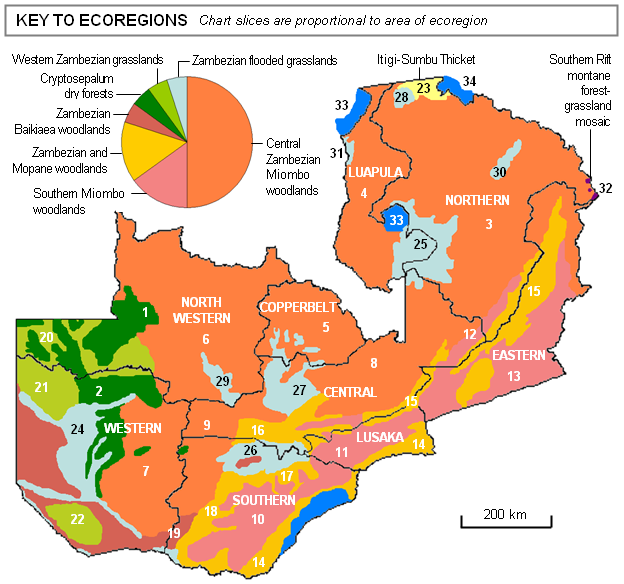
Mapa de ecorregiones de Zambia. En calabaza, la zona más extensa, sabana arbolada de miombo del Zambeze central; en amarillo, sabana arbolada de mopane del Zambeze; en azul claro, sabana o pradera inundada del Zambeze; en verde oscuro, bosque seco del Zambeze; en verde claro, pastizales del Zambeze occidental, y, en rosa, bosque meridional de miombo

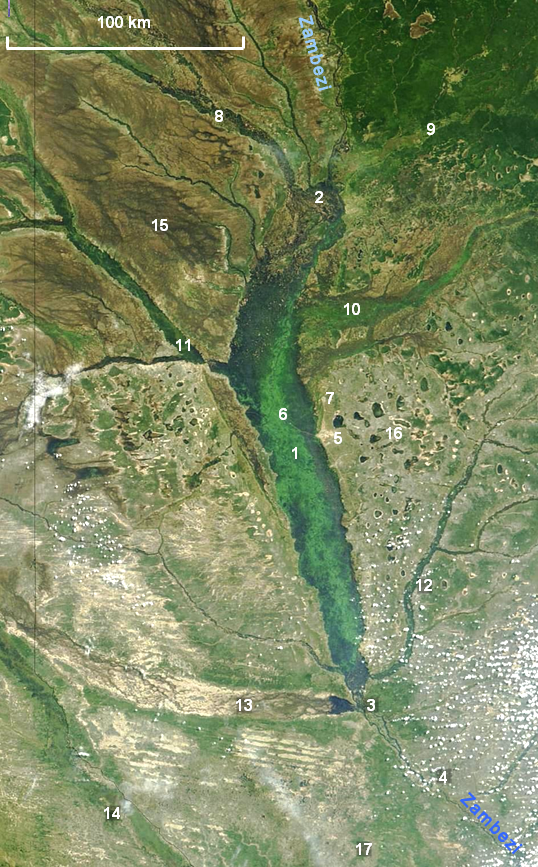
Vista aérea de la llanura inundable de Barotse. 1: el río Zambeze fluye de norte a sur a través de la llanura inundable; 2: confluencia de los ríos Lungwebungu, Zambeze y Kabompo, donde empieza la llanura; 3: fin de la llanura en Senanga; 4: Cascadas Ngonye; 5: Mongu, capital de Barotseland; 6: Lealui, sede del rey de los lozi; 7: Limulunga, sede del Litunga, rey de los lozi durante la inundación; 8: pantanos y llanura inundable de Lungwebungu; 9: Kabompo; 10: río Luena; 11: río Luanginga; 12: río Lui; 13: zona inundable del río Cuando; 14: río Cuando, en la frontera entre Angola y Zambia; 15: Parque nacional de la llanura del Liuwa; 16: sabana arbolada de miombo del Zambeze central; 17. Parque nacional Sioma Ngwezi.

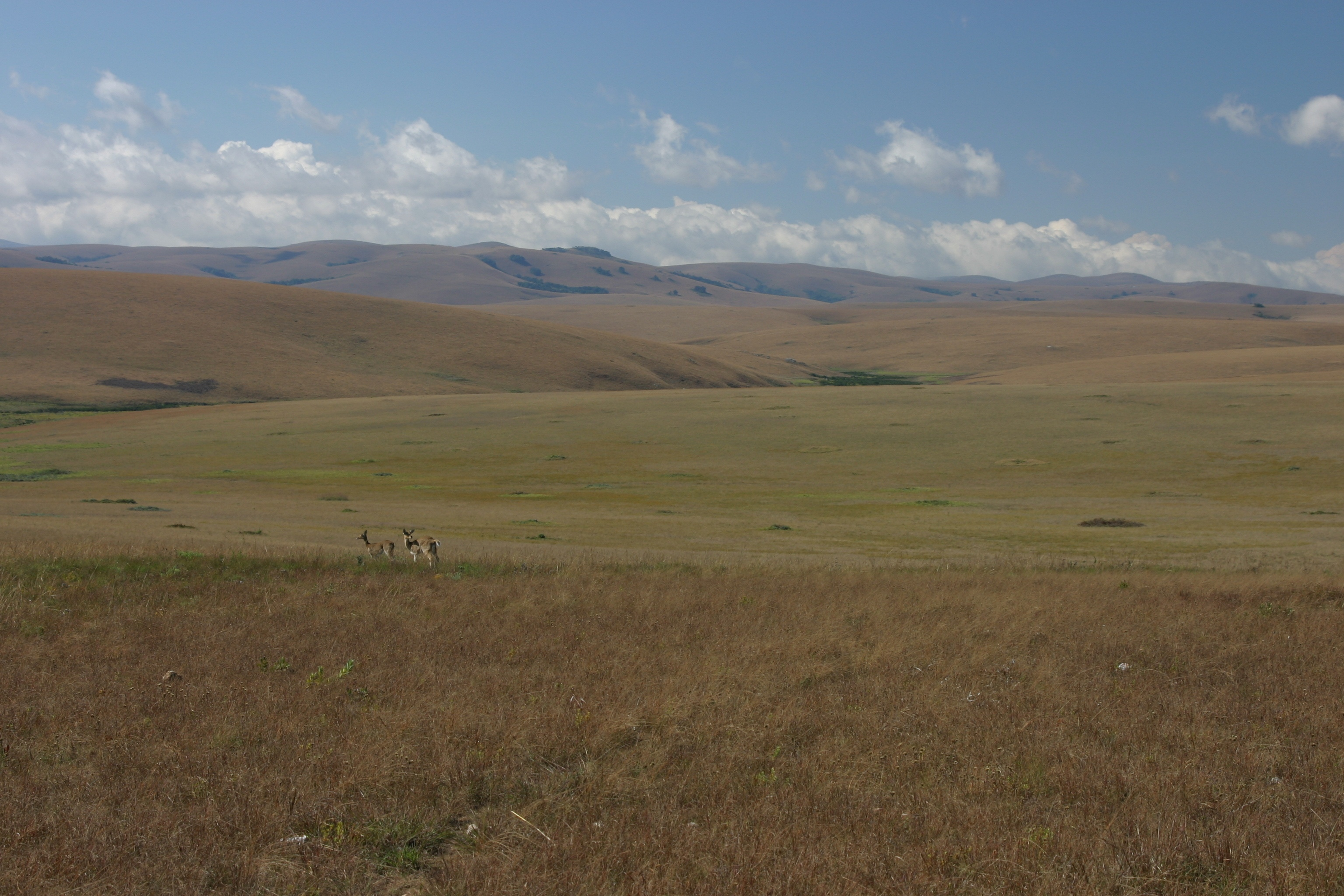
Meseta de Nyika, en el nordeste de Zambia.

En Zambia hay 20 parques nacionales, entre 635 zonas protegidas que cubren unos 286.161 km², el 37,87 por ciento de su superficie, repartidas entre los 20 parques nacionales, 555 reservas forestales, 16 monumentos naturales, 1 área de conservación, 34 áreas de gestión de caza y 1 santuario de aves. A esto habría que añadir 1 sitio patrimonio de la Humanidad y 8 sitios Ramsar, humedales importantes por las aves. En 2015, el presidente Edgar Lungu añadió el parque nacional de Lusaka, cercano a la capital.
- Parque nacional de Blue Lagoon, 450-500 km², al norte de los llanos del Kafue, en la provincia Central, 120 km al oeste de Lusaka, es una llanura inundable con una abundante variedad de aves acuáticas, así como de cobos leche, sitatungas, cebras y búfalos cafre (Syncerus caffer).[3] El norte del parque forma parte del ecosistema  sabana arbolada de mopane del Zambeze, y el sur del ecosistema pradera inundada del Zambeze.

- Parque nacional de Lochinvar, 410 km², al sur de los llanos del Kafue, entre bosques de mopane al sur y pastizales inundables al norte, misma fauna que en el parque de Blue Lagoon, con los ecosistemas invertidos.

- Parque nacional de Isangano, 840 km², se halla en la Provincia del Norte de Zambia y forma parte de los humedales del lago Bangweulu, con bosques pantanosos y herbazales. Cobos leche, sitatungas, reduncas y oribis, entre otros.

- Parque nacional Kafue, 22.400 km², es el más grande de Zambia, se encuentra en el centro de la parte occidental y ocupa una buena parte de la cuenca del río Kafue, en la parte occidental del embalse de Itezhi-Tezhi, antes de los llanos del Kafue. Se trata de una amplia región ligeramente ondulada que forma parte del ecosistema sabana arbolada de miombo del Zambeze central, con zonas inundables, bosques de mopane y, al norte, la sabana o pradera inundada del Zambeze, con los llanos de Busanga, por donde se desplazan grandes manadas de herbívoros y sus depredadores. Forma parte del Área de conservación Kavango-Zambeze, un proyecto transnacional de casi 520.000 km² que une las cuencas de los ríos Zambeze y Okavango.

- Parque nacional de Kasanka, 390 km², en el centro-oriental, a más de mil metros de altitud, drenado por el río Luwombwa, afluente del río Luapula que va a parar al lago Bangweulu, aunque no forma parte de su ecosistema. Elefantes, hipopótamos, sitatungas, cebras y búfalos, con una importante colonia de murciélagos frugívoros pilosos que se reúnen en los bosques pantanosos del parque entre octubre y diciembre, que se convierten, con un millón de ejemplares, en la mayor migración de mamíferos del planeta.[4]

- Parque nacional de Lavushi Manda, 1.500 km², en la parte oriental, entre el escarpe de los montes Muchinga y las llanuras aluviales de los pantanos en torno al lago Bangweulu. Ecosistema de sabana arbolada de miombo del Zambeze central. La mayor parte es bosque abierto de miombo con bosques de ribera. Elefante, león, leopardo, hipopótamo y, entre las especies amenazadas, pucú y murciélago frugívoro pajizo. Área de importancia para las aves.[5]

- Parque nacional del Bajo Zambeze, 4.092 km², sudeste de Zambia, norte del río Zambeze, fue la reserva de caza del presidente, lo cual la protegió de visitas. Está frente al parque nacional de Mana Pools, que se halla en la otra orilla del río, en Zimbabue. Elefantes, leones, búfalos, cocodrilos, hipopótamos, etc.

- Parque nacional de Luambe, 254 km², al este, en el valle del río Luangwa, en el Rift, al nordeste del parque nacional de Luangwa Sur, al sur del parque nacional de Luangwa Norte y al oeste del parque nacional de Lukusuzi. Pequeño, en el fondo de un valle llano (500-700 m de altitud) con sabana arbolada de mopane del Zambeze, más tolerante al calor que el bosque de miombo. Inundable en época de lluvias, lleno de pequeñas lagunas el resto del año, repletas de hipopótamos. Existe en proyecto de crear un corredor entre estos cuatro parques y el Parque Transfronterizo del Gran Limpopo, formado por el Parque Nacional de Limpopo de Mozambique, el Parque Nacional Kruger de Sudáfrica y el Parque Nacional Gonarezhou de Zimbabue.

- Parque nacional de Lukusuzi, 2.720 km², entre el parque nacional de Luambe y la carretera que une las ciudades de Chipata y Lundazi, que bordea la frontera de Malaui y separa este parque del parque nacional Kasungu, en este último país. Lukusuzi tiene una nutrida población de licaones. No se puede visitar en época de lluvias.

- Parque nacional del llano de Lusenga, 880 km², en el norte, al sudeste del lago Mweru, el lugar donde más llueve de Zambia, con más de 1.500 mm. Atravesado por el río Kalungwishi, incluye las cataratas Lumangwe. Especies reintroducidas: cebra de Grant, impalas, etc. Pinturas rupestres en las cascadas Kundabwika. Guepardos, hipopótamos, leones, hienas,  pukús, antílopes acuáticos, etc.[6]

- Parque nacional del Mweru Wantipa, 3.134 km², al este del lago Mweru, al norte de los llanos de Lusenga, en el ámbito de la sabana arbolada de miombo del Zambeze central posee retazos de una ecorregión poco estudiada, el matorral de Itigi y Sumbu, una zona de arbustos impenetrables donde la caza furtiva ha hecho grandes daños entre la fauna.

- Parque nacional de Mosi-oa-Tunya, 66 km², en el sur, cerca de Livingstone, parte de Zambia de las cataratas Victoria, frente al parque nacional de las Cataratas Victoria, en Zimbabue.

- Parque nacional de Luangwa Norte, 4.636 km², entre el río Luangwa, al este, y los escarpes de las montañas Muchinga, al oeste. Libre actualmente de la caza furtiva, se ha reintroducido el rinoceronte negro y es fácil ver la abundante fauna de elefantes, ñus azules, cebras de Crawshay, antílopes y aves.[7]

- Parque nacional de Luangwa Sur, 9.050 km², el más conocido de los parques de Zambia y el más meridional del valle del Luangwa, limitado, como Luangwa Norte por el escarpe de las Muchinga y el río. Los meandros y lagunas abundan en animales, hipopótamos, cocodrilos y más de 400 especies de aves. Posee una gran población de jirafas Thornicroft y elefantes. Organiza safaris a pie. Sabana arbolada de mopane del Zambeze en las hondonadas y bosque de miombo en las laderas.[8]

- Parque nacional de Nsumbu, 2.063 km², al norte, en la orilla oeste del lago Tanganika; cocodrilos, hipopótamos, antílopes, búfalos, cebras, etc. Entre las aves, flamencos, rayador africano, espátulas, cigüeñas, etc.[9]

- Parque nacional de Nyika, con una parte en Zambia, de 80 km² y otra en Malaui. Se encuentra en el nordeste, borde oriental de la meseta de Nyika, bosque y sabana formando mosaico, valles estrechos, colinas desnudas, es pequeño pero forma parte de un conjunto mucho mayor con el vecino parque nacional de Nyika de Malaui, de 3.200 km²; cebras, antílopes, elands, duiker común, etc. Debido a las nieblas, abundan las orquídeas. Entre las aves, avutarda cafre, francolin alirrojo y grulla carunculada.

- Parque nacional de la llanura del Liuwa, 3.660 km², en la provincia Occidental, al oeste de la llanura inundable de Barotse, atravesada por el río Zambeze. Hace frontera con Angola. Forma parte de la ecorregión de pastizales del Zambeze Occidental, constituida por planicies de poáceas con numerosos panes, lagos secos, con importantes migraciones de animales. Durante la guerra civil angoleña se mataron todos los leones excepto una leona que se hizo famosa con el nombre de Lady Liuwa. Murió en 2017 en los llanos de Liuwa. Está calificado como sitio Ramsar.[10][11]

- Parque nacional Sioma Ngwezi, 5.276 km², sudoeste de Zambia, al sur de la llanura inundable de Barotse, entre los ríos Zambeze y Cuando y la franja de Caprivi. Pastizales del Zambeze Occidental, con suelos arenosos y pobres, restos de haber pertenecido al Kalahari, y bosque de teca africana, también en suelo arenoso y pobre. Elefante africano de sabana, antílopes, cebras, kudus, etc.

- Parque nacional de West Lunga, 1.684 km², en la provincia de Noroeste, el único cubierto de bosque, ecorregión bosque seco del Zambeze, dominada por Cryptosepalum de la especie exfoliatum. Hay miombo también. Mal comunicado. Hipopótamos, cocodrilos, papiones, cercopitecos verdes, búfalos, antílopes, elands, elefantes, entre otros.[12]

- Parque nacional de Lusaka, 67 km², abierto en 2015 al sur de la ciudad de Lusaka, para conservar un bosque que se encuentra vallado y que a modo de zoológico encierra rinocerontes y diversos antílopes.[13]